# 智里村
智里村（ちさとむら）は、長野県下伊那郡にあった村。現在の阿智村大字智里にあたる。

## 地理
- 山 ：網掛山、日の入山、 夜鳥山、神坂山、恵那山
- 河川：阿知川、本谷川、大沢川

## 歴史
- 1875年（明治8年）1月23日 - 筑摩県伊那郡上中関村・小野川村・昼神村・中関村・駒場村・大野分、中野分が合併して阿知村となる。
- 1876年（明治9年）8月21日 - 阿知村が長野県の所属となる。
- 1879年（明治12年）1月4日 - 郡区町村編制法の施行により、阿知村が下伊那郡の所属となる。
- 1881年（明治14年）8月12日 - 阿知村が分割して駒場村・春日村・智里村となる（駒場村・春日村は後に会地村となる）。
- 1889年（明治22年）4月1日 - 町村制の施行により、智里村が単独で自治体を形成。
- 1956年（昭和31年）9月30日 - 会地村・伍和村と合併して阿智村が発足。同日智里村廃止。

## 交通
- 三州街道　明治24年（1891年）県道[1]（国道153号になる前）
- 清内路線　大正12年（1923年）県道[1]（国道256号になる前）

現在は旧村域に中央自動車道の園原インターチェンジが所在するが、当時は未開通。

## 村歌
| 神つ神代をたふとくも 仰く神坂や恵那が岳 古き昔をゆかしくも 忍ぶ園原阿知の川 進み行く世のならひとて 今は伏谷のいぶせきも |
| 教えの庭の帚木に 清められつる智里村 学びの兒等の新玉の 磨けば光る木賊山 やがては玉の柱とも はげみてならむ旭松           |
| 得は日毎に姿見の 池の心にかえりみて 知識は秋の月見堂 曇りなき迄おさめてん 勇気はたけく昼神の 尊の如く生々し立て         |
| 世のなりはひを怠らず 黄金の岩築かまし わが父母をあらはして 錦を家にかざる時 つなぐや駒のいななきに 裏山桜匂ふらん       |

## 人物

### おもな出身者
- 田中秀雄 - 陸上競技選手（長距離走）、1936年ベルリンオリンピック日本代表選手。